# 蘇希利曼
46°23′23″N 30°38′34″E / 46.38972°N 30.64278°E

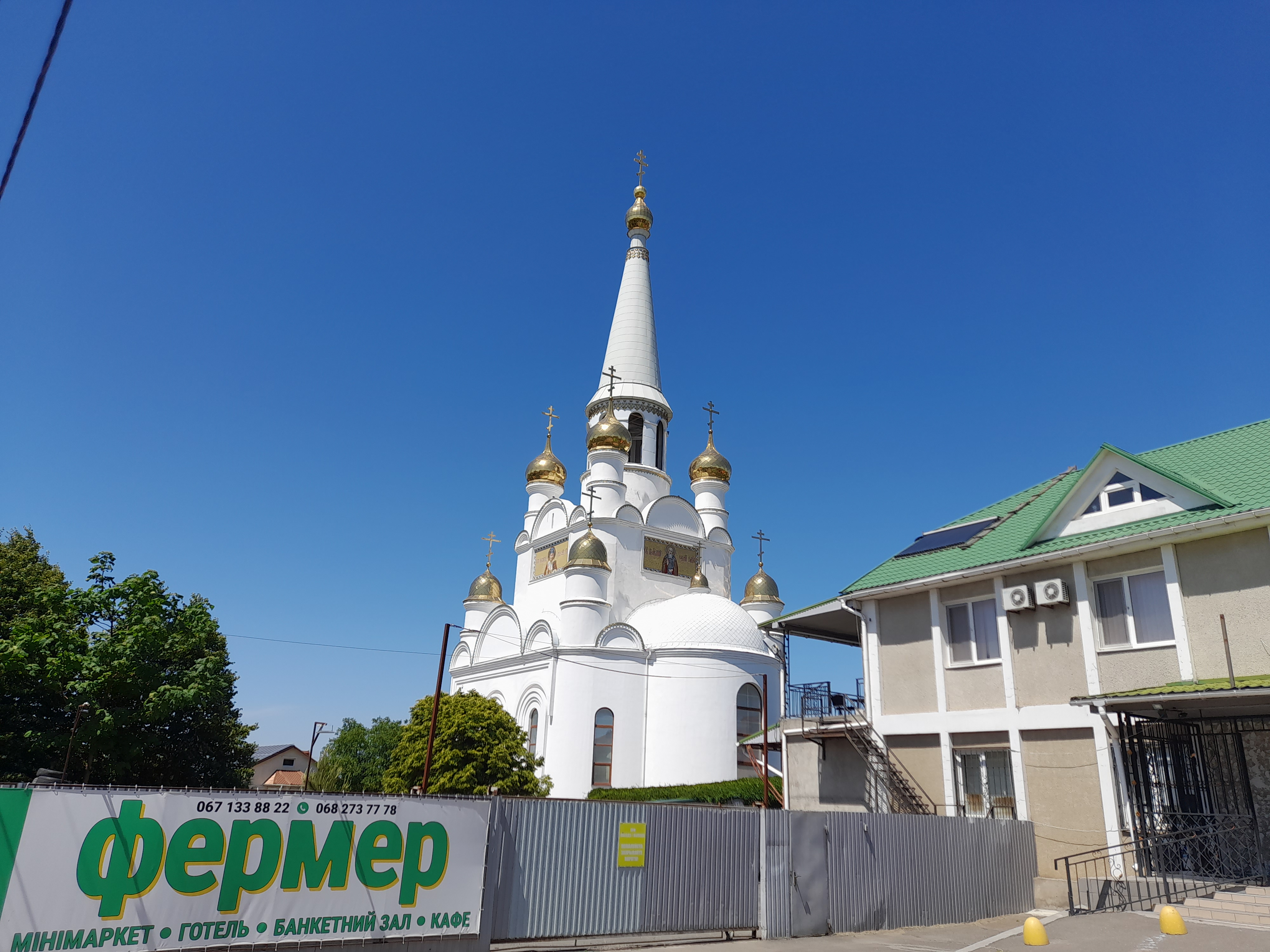

蘇希-利曼（烏克蘭語：Сухий Лиман）是位於烏克蘭西南部的村莊，由敖德萨州敖德萨区的塔伊羅韋市鎮負責管轄。該村始建於1800年，面積1.7平方公里，海拔高度18米，2001年人口1,277，人口密度每平方公里751.62人。